# Manifattura dei Gobelins
La Manufacture des Gobelins è uno storico laboratorio di tessitura di arazzi francese. Si trova al numero 42 di Avenue des Gobelins nel XIII arrondissement di Parigi.
Lo sviluppo di manifatture per la realizzazione di arazzi, in Francia, data ai primi del XVII secolo e già in questa fase iniziale (fase cosiddetta pre-Gobelins) fu importante il ruolo della corona, a partire da Enrico IV, per l'avvio di queste iniziative, la cui produzione, infatti, era per lo più destinata alle dimore reali.
Queste esperienze d'avvio si perfezionarono con la creazione di una vera e propria fabbrica (o complesso di fabbriche) di stato denominata Manufacture des meubles de la Couronne, istituita nel 1667 da Jean-Baptiste Colbert per volere di Luigi XIV. La produzione di arazzi venne impiantata a Parigi nei locali che in precedenza ospitavano gli opifici della famiglia di tintori Gobelins, assumendo pertanto la denominazione di  Manufacture des Gobelins.

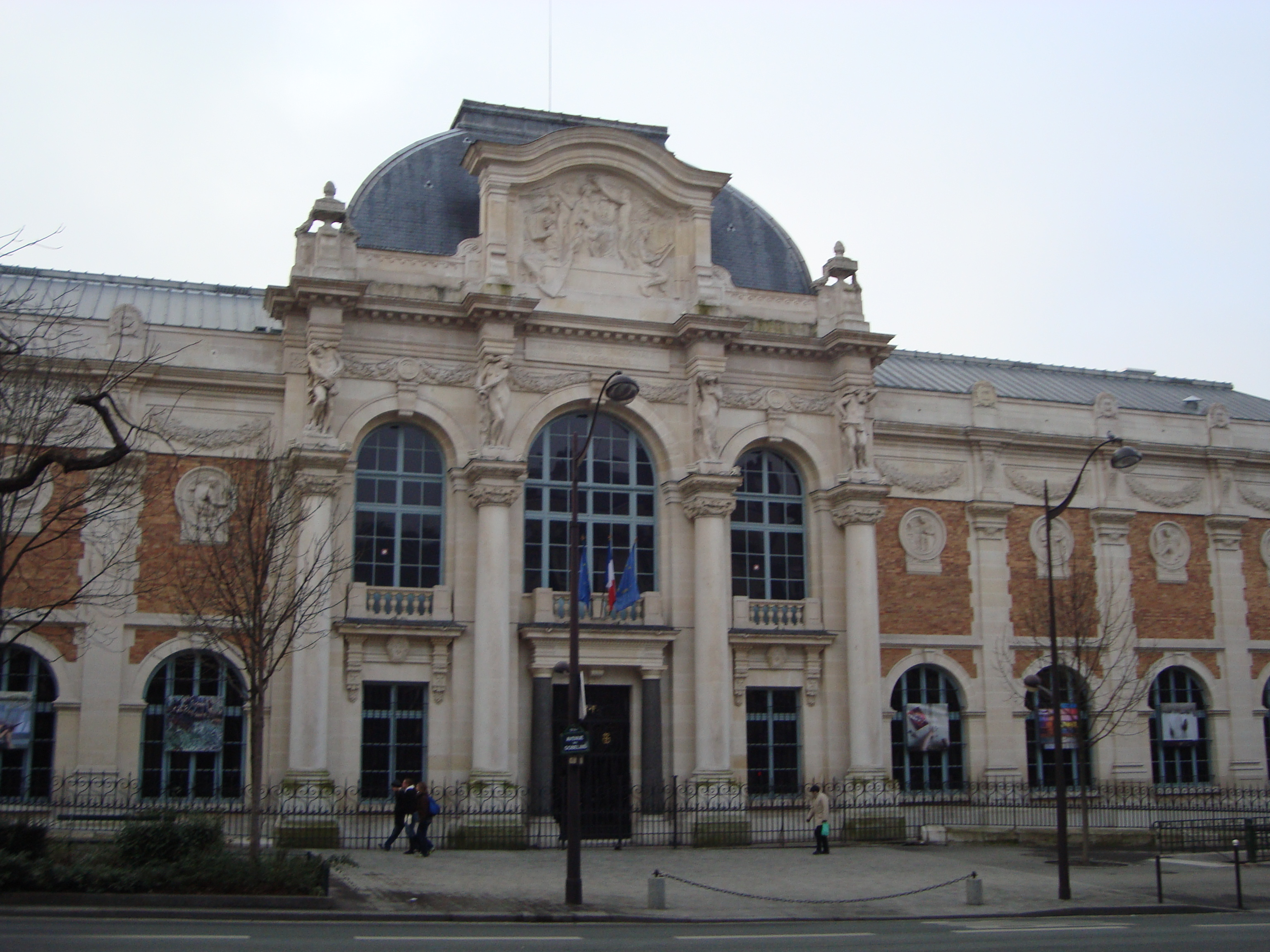
La Manufacture des Gobelins a Parigi

## Storia

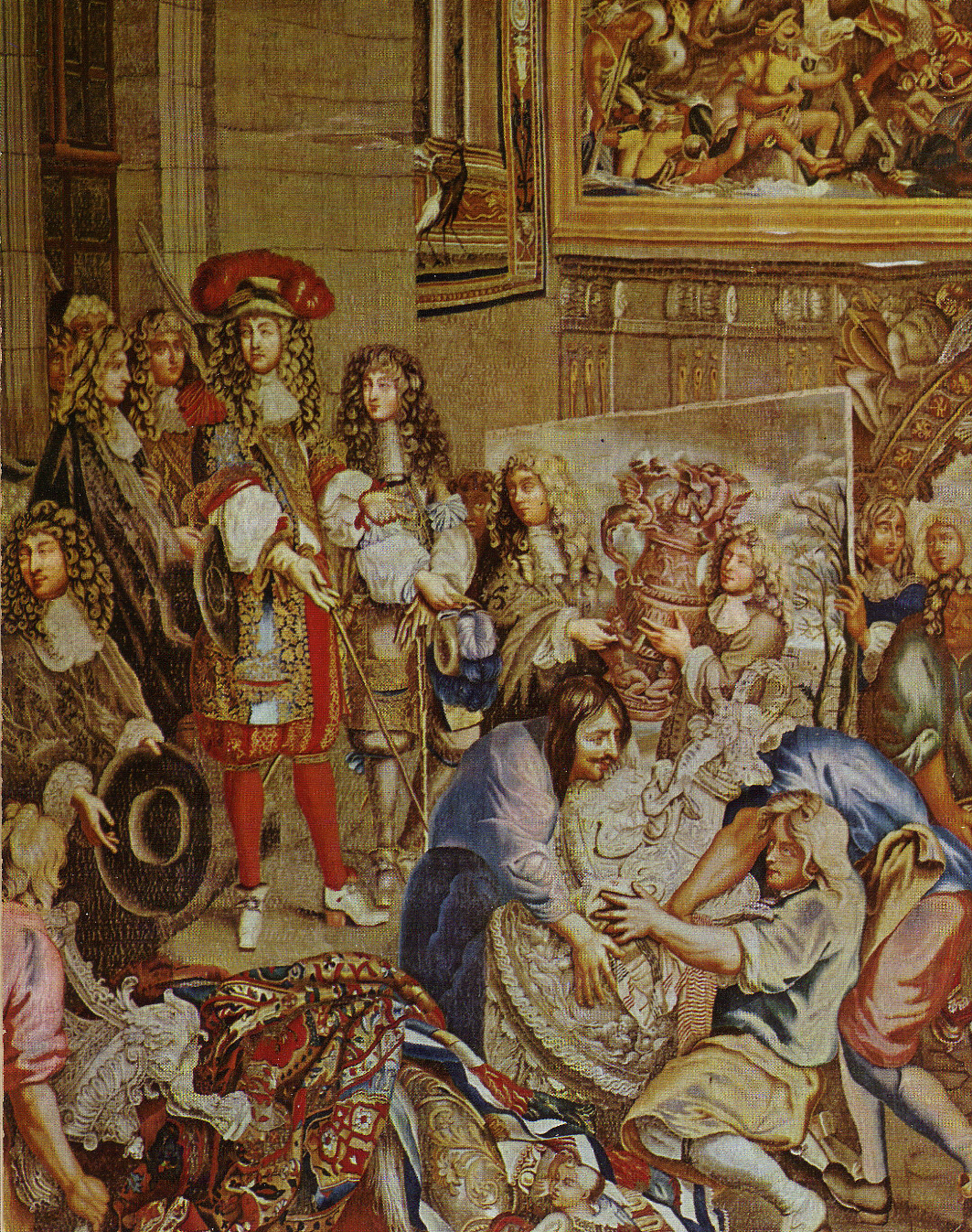
Re Luigi XIV visita la manifattura dei Gobelins con Colbert

I Gobelins erano una famiglia, originaria di Reims, di tintori specializzati nella tintura del colore rosso scarlatto ricavato dalla cocciniglia. Verso la metà del XV secolo la famiglia si stabilì in Faubourg Saint Marcel presso un mulino sulla Bièvre che prese il nome di mulino dei Gobelins.
Nel 1662 Luigi XIV acquistò gli edifici dalla famiglia Gobelins e nel 1667 diventarono, con la direzione del pittore Charles Le Brun e la supervisione di Jean-Baptiste Colbert, la sede della Manufacture Royale des Meubles de la Couronne che produceva oggetti e arredi di lusso per la nobiltà. A causa di problemi economici la manifattura chiuse nel 1694 per riaprire nel 1699 con l'obiettivo di produrre arazzi per uso reale, produzione che si interruppe con la rivoluzione. I Borbone riaprirono i laboratori durante la Restaurazione e nel 1826 venne aggiunto un laboratorio per la produzione di tappeti fondendola con la manifattura della Savonnerie. Nel 1825 i telai a basso liccio vennero trasferiti a Beauvais la produzione continuò esclusivamente su telai ad alto liccio. Nel 1871 l'edificio fu parzialmente distrutto da un incendio appiccato dai Comunardi e ricostruito nel 1914 dall'architetto Jean Camille Formigé. Nel 1949 ritornano i telai della manifattura di Beauvais, distrutta dai bombardamenti. Di proprietà del Mobilier national  la manifattura oggi ospita un museo e laboratori dove continua a produrre arazzi per la decorazione di edifici pubblici.

## LaGalerie des Gobelins
La Galerie des Gobelins, requisita nel corso della prima guerra mondiale, venne inaugurata nell 1922 e ospitò mostre sino al 1939. Chiusa nel 1972, in seguito utilizzata come deposito, ha riaperto i battenti il 12 maggio 2007, dopo ben tredici anni di restauri, con la mostra: Les Gobelins 1607-2007, Trésors dévoilés - Quatre siècles de création.

## Telai della manifattura

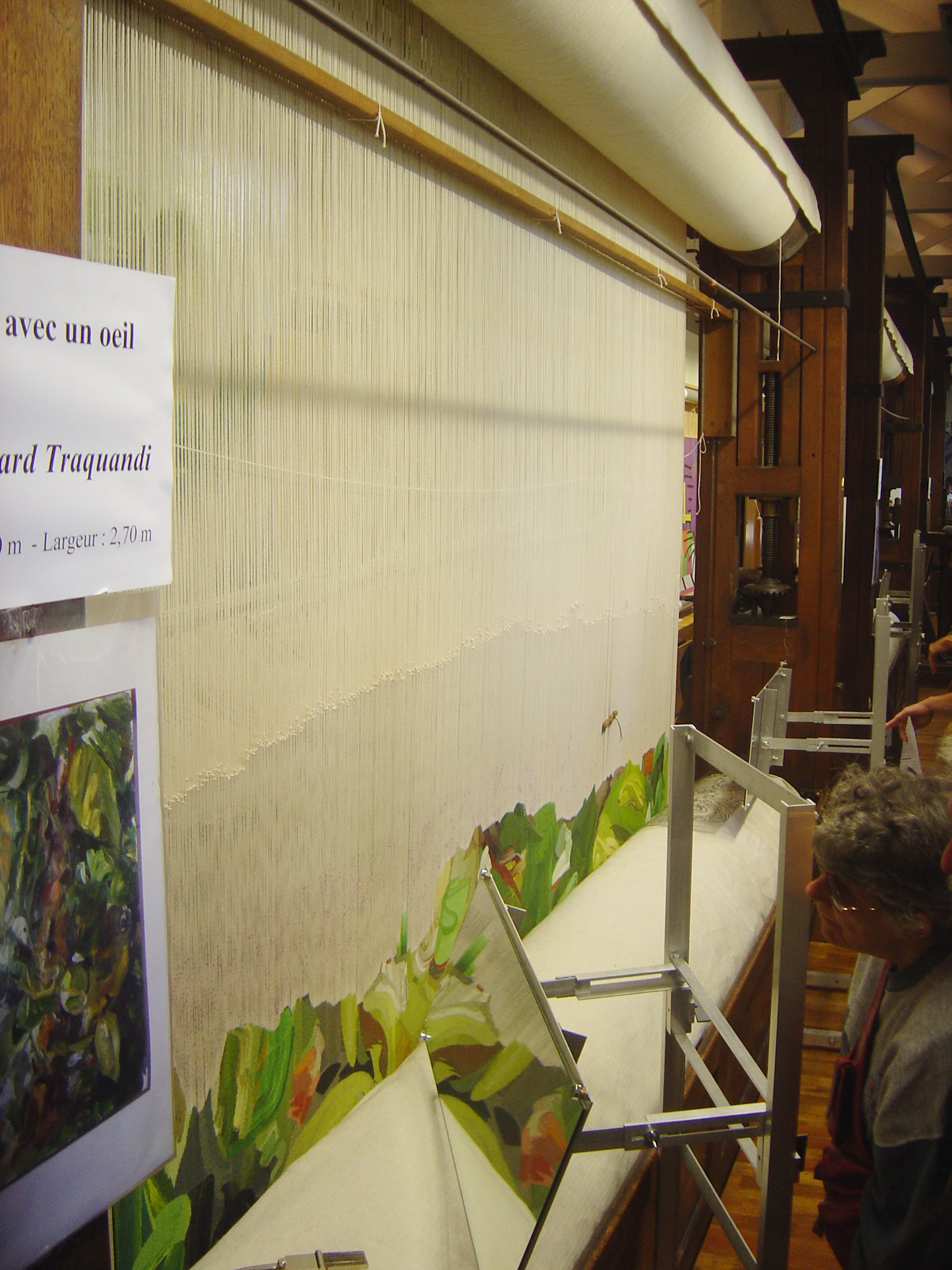
Telaio ad alto liccio

La manifattura utilizza due tipi di telaio per la realizzazione degli arazzi. Quelli a basso liccio per la tessitura di pezzi di piccole dimensioni e quelli ad alto liccio per i pezzi di grande formato. Nelle foto telai recenti della manifattura.

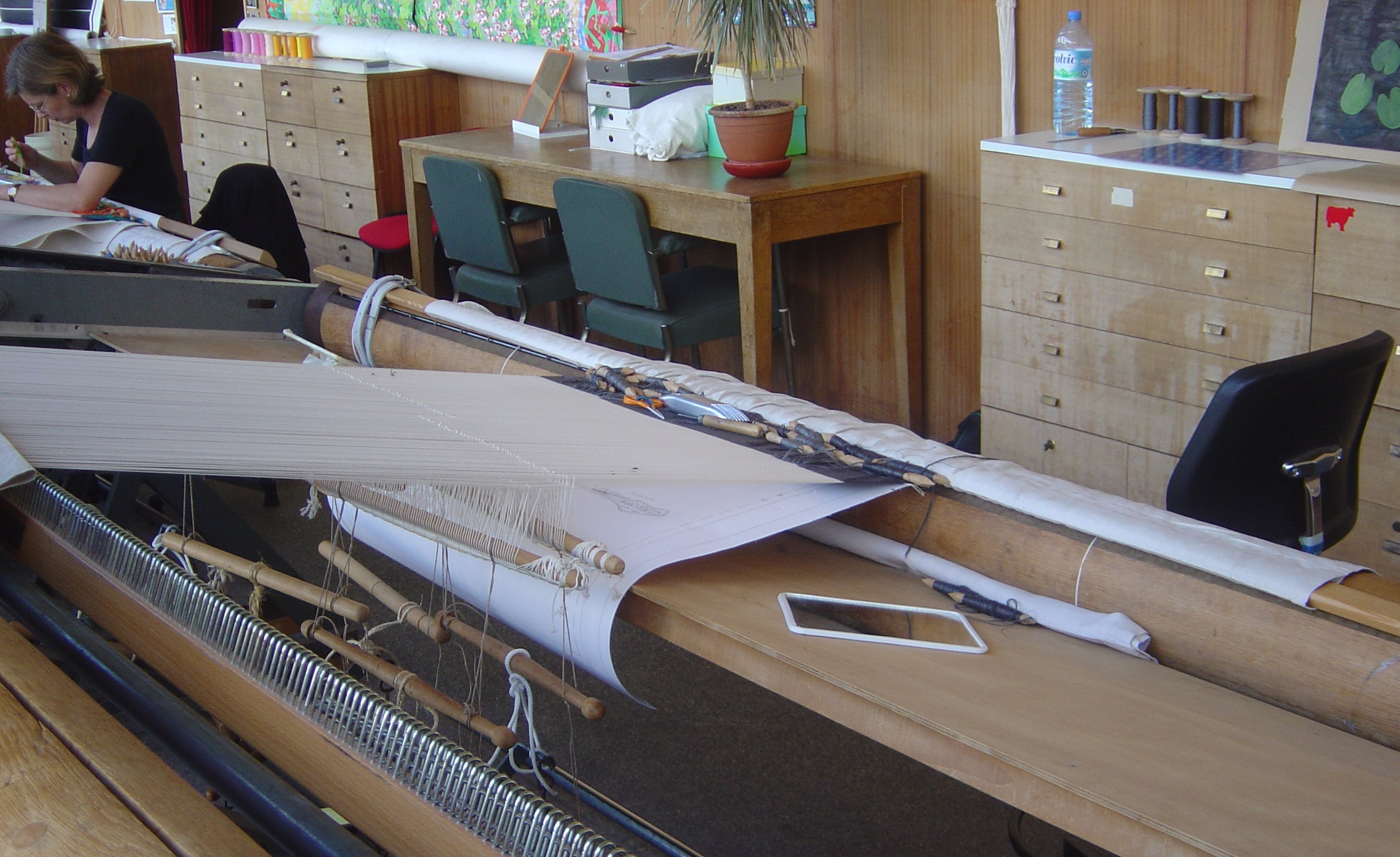
Telaio a basso liccio

## Artisti
Molti sono i grandi artisti che hanno collaborato, fornendo cartoni per arazzi o soggetti, con la manifattura:
Paul Cézanne, Odilon Redon, Jean Arp, Fernand Léger, Alexander Calder, Jean Picart le Doux, Yves Brayer, Sonia Terk Delaunay, Jean Dewasne, Serge Poliakoff, Jean-Paul Riopelle, François Bonnemer, Zao Wou-Ki, Jean Lurçat, Marcel Gromaire, Joan Miró, Victor Vasarely, Eduardo Arroyo, Gérard Garouste, Louise Bourgeois, Alexis-Joseph Mazerolle, Matali Crasset, Christian de Portzamparc, Raymond Hains, Jean-Michel Othoniel, Martine Aballéa. Lavorò come direttore anche il chimico Michel Eugène Chevreul che intuì il contrasto simultaneo e ideò il cerchio cromatico.